# مورين دي سانت كروا
مورين دي سانت كروا (née Crowley ، من مواليد 25 مايو 1953) هي عدائية كندية متوسطة المسافة ومسافة عداء سابقة.
وفي دورة ألعاب الكومنولث البريطانية عام 1974 ، فازت بالبرونزية في سباق التتابع 4 × 400 متر ، ووضعت المركز السادس في سباق 800 متر .
شاركت ثلاث مرات في المنتخب الكندي في بطولة العالم عبر البلاد ، وسجلت المركز 43 في 1977 في دوسلدورف ، المركز 66 في 1979 في ليمريك و المركز 108 في 1986 في كولومبير . أما في عام 1986 ، فكانت الفائزة الأولى في أوتاوا Race Weekend 10K .

## وصلات خارجية
- مورين دي سانت كروا على موقع الاتحاد الدولي لألعاب القوى (الإنجليزية)
- مورين دي سانت كروا على موقع رابطة إحصائيات سباق الطريق (الإنجليزية)
- مورين دي سانت كروا على موقع اتحاد ألعاب الكومنولث (مؤرشف) (الإنجليزية)